# Ramalina canariensis
Espèce
Ramalina canariensis est une espèce de champignons lichénisés que l'on trouve à proximité du littoral maritime.